# Liste der Baudenkmale in Friesack
In der Liste der Baudenkmale in Friesack sind alle denkmalgeschützten Bauten der brandenburgischen Stadt Friesack und ihrer Ortsteile aufgelistet. Grundlage ist die Veröffentlichung der Landesdenkmalliste mit dem Stand vom 31. Dezember 2023.

## Denkmale in den Ortsteilen
In den Spalten befinden sich folgende Informationen:
- ID-Nr.: Die Nummer wird vom Brandenburgischen Landesamt für Denkmalpflege vergeben. Ein Link hinter der Nummer führt zum Eintrag über das Denkmal in der Denkmaldatenbank. In dieser Spalte kann sich zusätzlich das Wort Wikidata befinden, der entsprechende Link führt zu Angaben zu diesem Denkmal bei Wikidata.
- Lage: die Adresse des Denkmales und die geographischen Koordinaten. Link zu einem Kartenansichtstool, um Koordinaten zu setzen. In der Kartenansicht sind Denkmale ohne Koordinaten mit einem roten beziehungsweise orangen Marker dargestellt und können in der Karte gesetzt werden. Denkmale ohne Bild sind mit einem blauen bzw. roten Marker gekennzeichnet, Denkmale mit Bild mit einem grünen beziehungsweise orangen Marker.
- Bezeichnung: Bezeichnung in den offiziellen Listen des Brandenburgischen Landesamtes für Denkmalpflege. Ein Link hinter der Bezeichnung führt zum Wikipedia-Artikel über das Denkmal.
- Beschreibung: die Beschreibung des Denkmales
- Bild: ein Bild des Denkmales und gegebenenfalls einen Link zu weiteren Fotos des Baudenkmals im Medienarchiv Wikimedia Commons

### Friesack
| ID-Nr.                           | Lage                      | Bezeichnung                                       | Beschreibung | Bild                                              |
| -------------------------------- | ------------------------- | ------------------------------------------------- | --- | ------------------------------------------------- |
| 09150408                         | (Lage)                    | Marktplatzensemble                                | | Marktplatzensemble                                |
| 09150082                         | (Lage)                    | Burgruine                                         | Die Burg Friesack war eine mittelalterliche Niederungsburg. | Burgruine                                         |
| 09150087                         | (Lage)                    | Meilenstein, am westlichen Ortsausgang            | Preußischer Ganzmeilenstein, an der B 5 nordwestlich von Friesack. | Meilenstein, am westlichen Ortsausgang            |
| 09150413                         | Am Bahnhof (Lage)         | Empfangsgebäude des Bahnhofs                      | Der Bahnhof liegt etwa zwei Kilometer nördlich der Stadt. Das Empfangsgebäude wurde von 1844 bis 1846 nach Plänen von Friedrich Neuhaus und Ferdinand Wilhelm Holz erbaut. Es ist ein spätklassizistischer zweigeschossiger, verputzter Ziegelbau. Im Mai 2023 wurde das seit Jahren leerstehende Gebäude bei einem Brand schwer beschädigt. | weitere Bilder                                    |
| 09150081                         | Berliner Allee (Lage)     | Parkanlage                                        | Die Stadt Friesack beschloss aus Anlass ihrer 600-Jahr Feier, den ersten brandenburgischen Kurfürsten zu ehren. Hierzu wurde auf einem von der Stadt erworbenen, etwa einen Hektar großem Grundstück ein Denkmal errichtet, das der Berliner Bildhauer Alexander Calandrelli entwarf und am 13. Oktober 1894 in Anwesenheit des Kaisers eingeweiht wurde. Nachträglich gab die Stadt eine Parkanlage als „würdiger Rahmen“ um das Denkmal in Auftrag, die 1895 von Hermann Mächtig entworfen wurde. Das Denkmal wurde im Zweiten Weltkrieg abgebaut und zerstört, 2012 wurde eine Nachbildung aufgestellt. | Parkanlage                                        |
| 09150079                         | Berliner Straße 11 (Lage) | Wohnhaus                                          | | Wohnhaus                                          |
| 09150080                         | Berliner Straße 12 (Lage) | Wohnhaus                                          | | Wohnhaus                                          |
| 09150425                         | Berliner Straße 48 (Lage) | Gehöft mit Wohnhaus und rückwärtiger Stallscheune | | Gehöft mit Wohnhaus und rückwärtiger Stallscheune |
| 09150918 Teilobjekt zu: 09150425 | Berliner Straße 48 (Lage) | Wohnhaus                                          | | BW                                                |
| 09150919 Teilobjekt zu: 09150425 | Berliner Straße 48 (Lage) | Scheune                                           | | BW                                                |
| 09150083                         | Burgstraße 1 (Lage)       | Pfarr- und Gemeindehaus                           | Fachwerkhaus | Pfarr- und Gemeindehaus                           |
| 09150084                         | Burgstraße 2 (Lage)       | Fachwerkhaus                                      | | Fachwerkhaus                                      |
| 09150523                         | Markt 22 (Lage)           | Rathaus                                           | | Rathaus                                           |
| 09150530                         | Rhinstraße 14 (Lage)      | Wohnhaus mit Nebengebäude                         | | weitere Bilder                                    |
| 09150990 Teilobjekt zu: 09150530 | Rhinstraße 14 (Lage)      | Wirtschaftsgebäude                                | | Wirtschaftsgebäude                                |

### Wutzetz
| ID-Nr.   | Lage   | Bezeichnung | Beschreibung | Bild           |
| -------- | ------ | ----------- | ------------ | -------------- |
| 09150394 | (Lage) | Dorfkirche  |              | weitere Bilder |

### Zootzen
| ID-Nr.   | Lage                 | Bezeichnung | Beschreibung | Bild     |
| -------- | -------------------- | ----------- | ------------ | -------- |
| 09150448 | Brandstelle 1 (Lage) | Wohnhaus    |              | Wohnhaus |